# Molnár Ferenc (politikus)
Molnár Ferenc (1928 – Budapest, 1993. október 7.) magyar államtitkár, művelődéspolitikus, egyetemi oktató, könyvtárigazgató.

## Életútja
Pestszentlőrinci munkáscsaládból származott. 1945-ben belépett a Magyar Kommunista Pártba. Egyetemi tanulmányait az Eötvös Loránd Tudományegyetem magyar–történelem szakán folytatta 1959 és 1963 között. 1963-tól 1969-ig ugyanitt irodalomtörténetet adott elő adjunktusi beosztásban. 1969-ben a Magyar Szocialista Munkáspárt Központi Bizottsága tudományos, közoktatási és kulturális osztályának helyettes vezetőjévé, 1974-ben a Kulturális Minisztérium államtitkárává nevezték ki. 1982 és 1984 között az Országos Széchényi Könyvtár főigazgatói posztját töltötte be. Betegsége miatt e tisztségből vonult nyugdíjba. Elhunyt 1993. október 7-én Budapesten, 1993. október 29-én helyezték örök nyugalomra a Farkasréti temetőben.